# Anett Pötzsch
Anett Pötzsch-Rauschenbach, född 3 september 1960 i Karl-Marx-Stadt, är en tysk konståkare som tävlade för Östtyskland och SC Karl-Marx-Stadt.
Hon började med konståkning som femåring och tränades först av Gaby Seyfert och sedan av Jutta Müller. Pötzsch blev världsmästare 1978 och 1980, hon blev även Östtysklands första olympiska mästare i konståkning vid olympiska vinterspelen 1980 i Lake Placid. Hon vann fyra EM-titlar 1977-1980. 1980 vann hon OS, VM, EM och DDR-mästerskapet.
Anett Pötzsch var tidigare gift med Axel Witt, bror till Katarina Witt och är idag gift med Axel Rauschenbach, tidigare tysk mästare i paråkning. Efter att ha avslutat karriären vid 20 års ålder utbildade hon sig till idrottslärare i Leipzig och blev sedan tränare och domare.